# Copris klapperichi
Copris klapperichi là một loài bọ cánh cứng trong họ Bọ hung (Scarabaeidae).